# Cephalothrix bipunctata
Cephalothrix bipunctata är en djurart som tillhör fylumet slemmaskar, och som beskrevs av Heinrich Bürger 1892. Cephalothrix bipunctata ingår i släktet Cephalothrix och familjen Cephalothricidae. Inga underarter finns listade i Catalogue of Life.